# Violeta se fue a los cielos
Violeta se fue a los cielos es una película del director Andrés Wood estrenada el 11 de agosto de 2011. Filmada en Chile, Francia y Argentina, la película narra la vida de la cantautora chilena Violeta Parra. El guion estuvo a cargo de Andrés Wood, Eliseo Altunaga, Guillermo Calderón y Rodrigo Bazaes, con la colaboración de Ángel Parra, hijo de Violeta Parra y también músico de la llamada Nueva Canción Chilena.
El estreno contó con la presencia de seis mil espectadores, siendo presentada en 21 salas a lo largo del país. Fue escogida por el Consejo Nacional de la Cultura y las Artes como representante nacional para las nominaciones a Mejor Película Extranjera de los premios Óscar de Estados Unidos, Ariel de México y Goya de España 2012. El martes 10 de enero de 2012 fue anunciada como una de las 4 nominadas en la categoría de Mejor Película Iberoamericana en los Premios Goya. Además fue ganadora del Gran Premio Internacional del Jurado en el Festival de Sundance 2012.

## Argumento

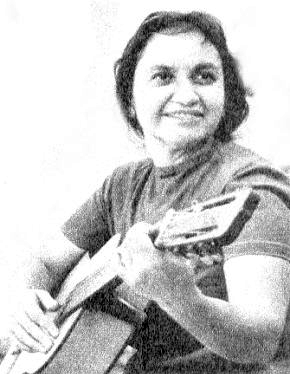
Violeta Parra.

La película, que está basada en la biografía escrita por Ángel Parra, no sigue una línea cronológica directa, y se sitúa en distintos escenarios de la época de Violeta Parra. Se muestra a la existencia de Violeta en alguna parte de Ñuble, los viajes que Violeta realizó al interior del campo chileno, en busca de canciones populares chilenas para evitar que se perdieran, un viaje a un campo minero del sur de Chile con una compañía circense, donde cantaba junto a su hermana Hilda, el viaje de Violeta a la Polonia comunista, su estadía en Francia y la exposición de sus trabajos visuales en el Museo del Louvre, su regreso a Chile y la construcción de la carpa en la comuna de La Reina, y toda la película entrelazada por fragmentos de una entrevista televisada que Violeta realizó en Argentina en el año 1962.
La vida amorosa de la artista también es un tema fundamental a lo largo de la historia, pero solo está enfocada al romance que mantuvo con el suizo Gilbert Favre, remitiendo a sus otras parejas a un rol secundario. En lo referente a sus hijos, en el primer lapso de la película su hijo Ángel tiene un rol marcado, para después la atención ser tomada por su hija Carmen Luisa.

## Elenco
- Francisca Gavilán, como Violeta Parra.[5]
- Cristián Quevedo, como Nicanor Parra (Padre).
- Patricio Ossa, como Ángel Parra (Niño).
- Jorge López Vargas, como Ángel Parra (Joven).
- Thomas Durand, como Gilbert Favre.
- Stephania Barbagelata, como Carmen Luisa Arce.
- Roberto Farías, como Luis Arce.
- Gabriela Aguilera, como Hilda Parra.
- Marcial Tagle, como Fernando Castillo Velasco (Alcalde).
- Luis Machín, como Periodista entrevistador.
- Francisca Durán, como Violeta Parra (Pequeña).
- Giselle Morales, como Violeta Parra (Niña).
- Roxana Naranjo, como Clarisa Sandoval.
- Sonia Vidal, como Señora Lastenia.
- Ana Fuentes, como Rosa Lorca.
- Juan Quezada, como Don Guillermo.
- Sergio Piña, como Marío Céspedes.
- Pablo Costabal, como Director de la Radio.
- Juan Alfaro, como Guitarrista.
- Pedro Salinas como Don Gabriel Soto.
- Daniel Antivilo, como Señor Meyer.
- Eduardo Burlé, como Anfitrión.

## Banda sonora

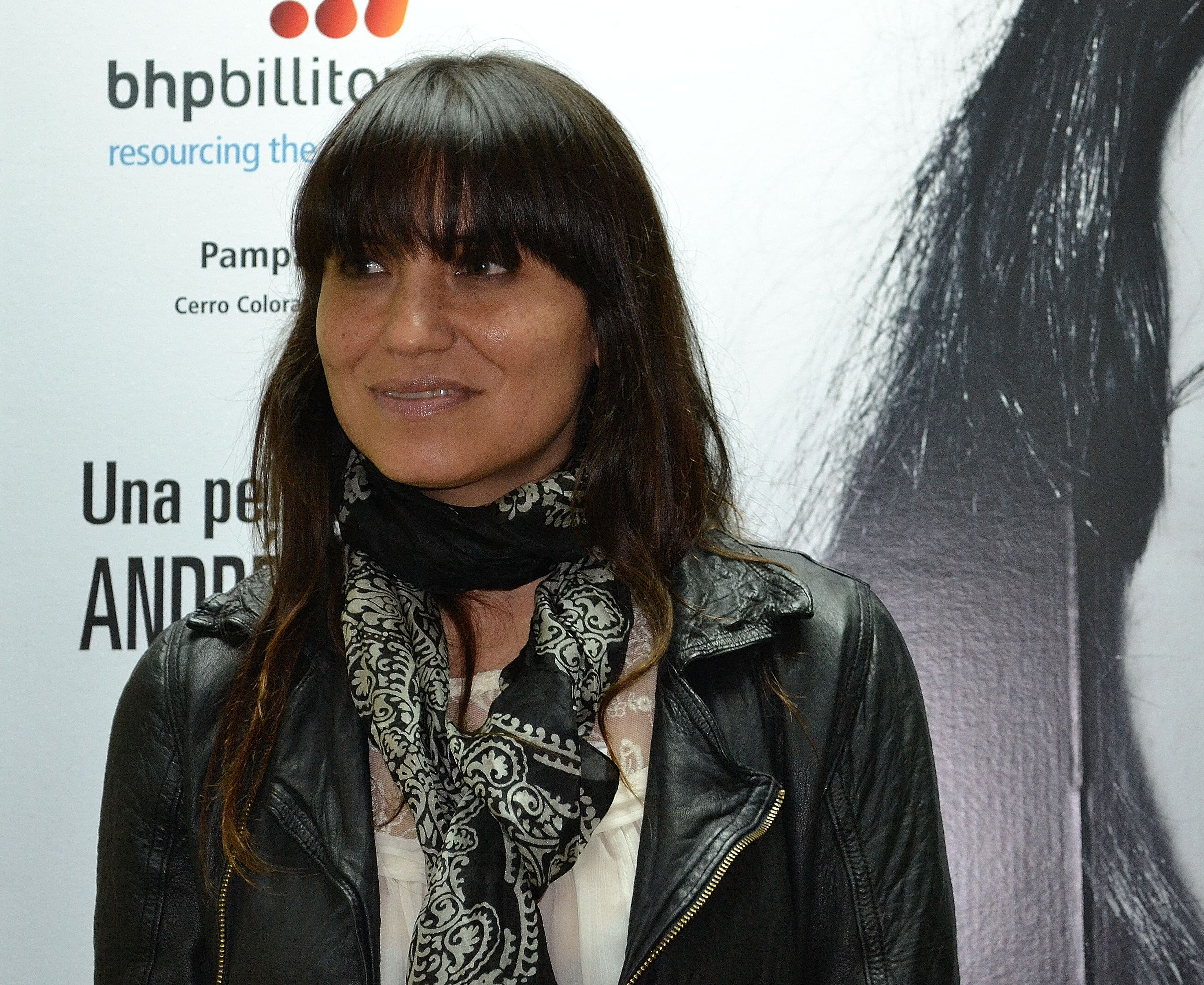
Francisca Gavilán, protagonista de la película que interpreta a Violeta.

Francisca Gavilán interpretó ella misma todos los temas que originalmente son cantados por Violeta Parra. También la película muestra temas interpretados en conjunto con su hermana Hilda, y por la hija de ésta, Carmen Luisa. También se incluye un tema interpretado por un campesino. Previo al estreno de la película, el 28 de julio de 2011, la banda sonora completa fue publicada en SoundCloud. Algunos temas que aparecieron en la película no fueron incluidos en la banda sonora, como el son «El cardenal», «Gracias a la vida» y «La jardinera».
1. «¿Qué edad tiene?»
2. «Gavilán» (Instrumental)
3. «Parabienes»
4. «Qué pena siente el alma»
5. «El Palomo»
6. «Arriba quemando el sol»
7. «¿Usted es comunista?»
8. «Dejo botá mi nación»
9. «Jardines humanos»
10. «Canción del angelito»
11. «Rin del angelito»
12. «¿Qué pasa si nos encontramos?»
13. «El joven Sergio»
14. «Volver a los 17»
15. «Eso no se avisa»
16. «Run run se fue pa'l norte»
17. «Te fuiste chinito»
18. «Maldigo del alto cielo»
19. «La creación»
20. «El gavilán»
21. «La vida es más grande»
22. «Violeta se fue a los cielos»

## Estreno
La película fue estrenada en Chile el 11 de agosto de 2011 en 21 salas de cine. En su primer día tuvo aproximadamente seis mil espectadores. La cinta fue vista por 391.465 espectadores en 2011, convirtiéndose en la película chilena más vista de aquel año.
La película no tuvo la confianza de los exhibidores durante su estreno, quienes sólo asignaron 17 salas para su exhibición, y no cubrieron las principales ciudades del país; sin embargo el éxito de la película en cantidad de público les obligó a aumentar la cantidad de copias, hecho que fue destacado por la prensa.

### Crítica cinematográfica
La película obtuvo una buena respuesta por parte de la crítica cinematográfica. Daniel Villalobos del diario La Tercera destacó la forma en que Violeta Parra es representada en la cinta, y sostuvo que «esta bien puede ser la película más vistosa y ágil que haya estrenado su director». René Naranjo, por su parte, se centró en la actuación de Francisca Gavilán, refiriéndose a su interpretación como «sobresaliente y emotiva, una Violeta llena de matices que da unidad al conjunto y aporte luces sobre una personalidad de marcados contrastes». Ana Josefa Silva de La Segunda escribió que «lo que queda al final es una historia pletórica de verdad, de pasión, de alegrías y dolores profundos. Intensamente vital y sobrecogedora».
La película fue presentada también en Toulouse durante el festival de cine latinoamericano francés, ganando el premio otorgado por el público como mejor película.

## Premios
Sundance Film Festival
| Año  | Categoría                                                                       | Receptor                    | Resultado |
| ---- | ------------------------------------------------------------------------------- | --------------------------- | --------- |
| 2012 | Winner World Cinema Dramatic Competition / Gran Premio Internacional del Jurado | Violeta se fue a los cielos | Ganadora  |

Premios Pedro Sienna
| Año  | Categoría                                 | Receptor                                                          | Resultado |
| ---- | ----------------------------------------- | ----------------------------------------------------------------- | --------- |
| 2011 | Mejor Largometraje de Ficción             | Violeta se fue a los cielos                                       | Ganadora  |
| 2011 | Mejor Dirección                           | Andrés Wood                                                       | Nominado  |
| 2011 | Mejor Guion                               | Andrés Wood, Eliseo Altunaga, Guillermo Calderón y Rodrigo Basáez | Nominados |
| 2011 | Mejor Dirección de Arte                   | Rodrigo Bazáes                                                    | Ganador   |
| 2011 | Mejor Interpretación Protagónica Femenina | Francisca Gavilán                                                 | Ganadora  |
| 2011 | Mejor Interpretación Secundaria Masculina | Patricio Ossa                                                     | Nominado  |
| 2011 | Mejor Diseño de Vestuario                 | Pamela Chamorro                                                   | Ganadora  |
| 2011 | Mejor Maquillaje                          | Guadalupe Correa                                                  | Nominada  |

Festival de Cine Iberoamericano de Huelva
| Año  | Categoría                           | Receptor          | Resultado |
| ---- | ----------------------------------- | ----------------- | --------- |
| 2011 | Colón de Plata a la Mejor Dirección | Andrés Wood       | Ganador   |
| 2011 | Colón de Plata a la Mejor Actriz    | Francisca Gavilán | Ganadora  |

Círculo de Críticos de Arte de Chile
- Mejor Película-Nacional Ficción

Premios Goya
| Año  | Categoría                     | Receptor                    | Resultado |
| ---- | ----------------------------- | --------------------------- | --------- |
| 2012 | Mejor Película Iberoamericana | Violeta se fue a los cielos | Nominada  |

Premios Ariel 2012
| Año  | Categoría                     | Receptor                    | Resultado |
| ---- | ----------------------------- | --------------------------- | --------- |
| 2012 | Mejor Película Iberoamericana | Violeta se fue a los cielos | Nominada  |

Premios Oscar 2012
- Representante de Chile en la categoría de Mejor Película en Lengua Extranjera

Premios Altazor
| Año  | Categoría                 | Receptor                                                          | Resultado |
| ---- | ------------------------- | ----------------------------------------------------------------- | --------- |
| 2012 | Mejor Dirección - Ficción | Andrés Wood                                                       | Ganador   |
| 2012 | Mejor Guion - Cine        | Eliseo Altunaga, Guillermo Calderón, Rodrigo Bazaes y Andrés Wood | Ganadores |
| 2012 | Mejor Actriz - Cine       | Francisca Gavilán                                                 | Ganadora  |

Festival Unasur Cine
| Año  | Categoría                          | Receptor                    | Resultado |
| ---- | ---------------------------------- | --------------------------- | --------- |
| 2012 | Mejor Actriz                       | Francisca Gavilán           | Ganadora  |
| 2012 | Mejor caracterización y maquillaje | Violeta se fue a los cielos | Ganadora  |

Premio Glauber Rocha
- Otorgado por la prensa extranjera en el Festival Internacional del Nuevo Cine Latinoamericano de La Habana, Cuba